# Tadeusz Lech
Tadeusz Lech (ur. 8 września 1877 w Krajewszczyźnie, zm. 17 lutego 1945 w Miechowie) – polski nauczyciel, profesor gimnazjów, polityk i działacz społeczny, poseł na Sejm III kadencji w II RP z ramienia Stronnictwa Narodowego.

## Życiorys
W 1897 ukończył z wyróżnieniem gimnazjum w Kielcach. Studiował na Wydziale Matematyki Uniwersytetu Warszawskiego, a następnie na Politechnice Warszawskiej, gdzie w 1903 uzyskał tytuł inżyniera leśnika.
Pracował jako kolorysta w fabryce Karola Scheiblera w Łodzi. Był nauczycielem w Szkole Handlowej w Kaliszu i członkiem Kaliskiego Towarzystwa Muzycznego. W 1913 był członkiem Polskiego Towarzystwa Krajoznawczego. Zasiadał w komisji fizjograficznej oddziału kaliskiego PTK. Na przełomie 1914 i 1915 przeniósł się do Warszawy, gdzie pracował w Gimnazjum im. gen. Pawła Chrzanowskiego oraz w kilku innych placówkach szkolnych. Był założycielem i długoletnim dyrektorem Gimnazjum im. Tadeusza Kościuszki w Miechowie. 
W 1919 startował z listy narodowo-katolickiej do Sejmu Ustawodawczego. W wyborach w 1922 kandydował bezskutecznie do Senatu z listy Chrześcijańskiego Związku Jedności Narodowej. W okresie międzywojennym był członkiem Stronnictwa Narodowego. Zakładał koła Stronnictwa w powiatach: Olkusz i Miechów. Po zamachu majowym był działaczem Obozu Wielkiej Polski, a po jego delegalizacji organizował Sekcję Młodych Stronnictwa Narodowego. Zasiadał w Radzie Szkolnej powiatu miechowskiego. W 1930 został z przyczyn politycznych usunięty z funkcji dyrektora Gimnazjum im. Tadeusza Kościuszki w Miechowie. Prasa donosiła, że powodem dymisji było niezadowolenie Lecha z powodu rozpowszechniania się w szkole kultu Józefa Piłsudskiego. W wyborach w 1930 został wybrany posłem na Sejm z listy nr 4 (Lista Narodowa) w okręg wyborczym nr 42 (Kraków). W Sejmie zasiadł w Klubie Narodowym.
W październiku 1939 powrócił do roli dyrektora Gimnazjum im. Tadeusza Kościuszki w Miechowie, lecz już niecały miesiąc później szkoła została zamknięta, a Lech został aresztowany przez Niemców. Zmarł 17 lutego 1945 w Miechowie. Został pochowany na tamtejszym cmentarzu parafialnym.

## Rodzina
Syn Marcina, młynarza, i Marianny z Gołębiewskich. 28 stycznia 1905 w parafii Podwyższenia Świętego Krzyża w Łodzi ożenił się z Matyldą Józefą Goebel. Mieli razem syna Tadeusza i córkę Jadwigę.